# Fischerei-Bruderschaft zu Bergheim an der Sieg

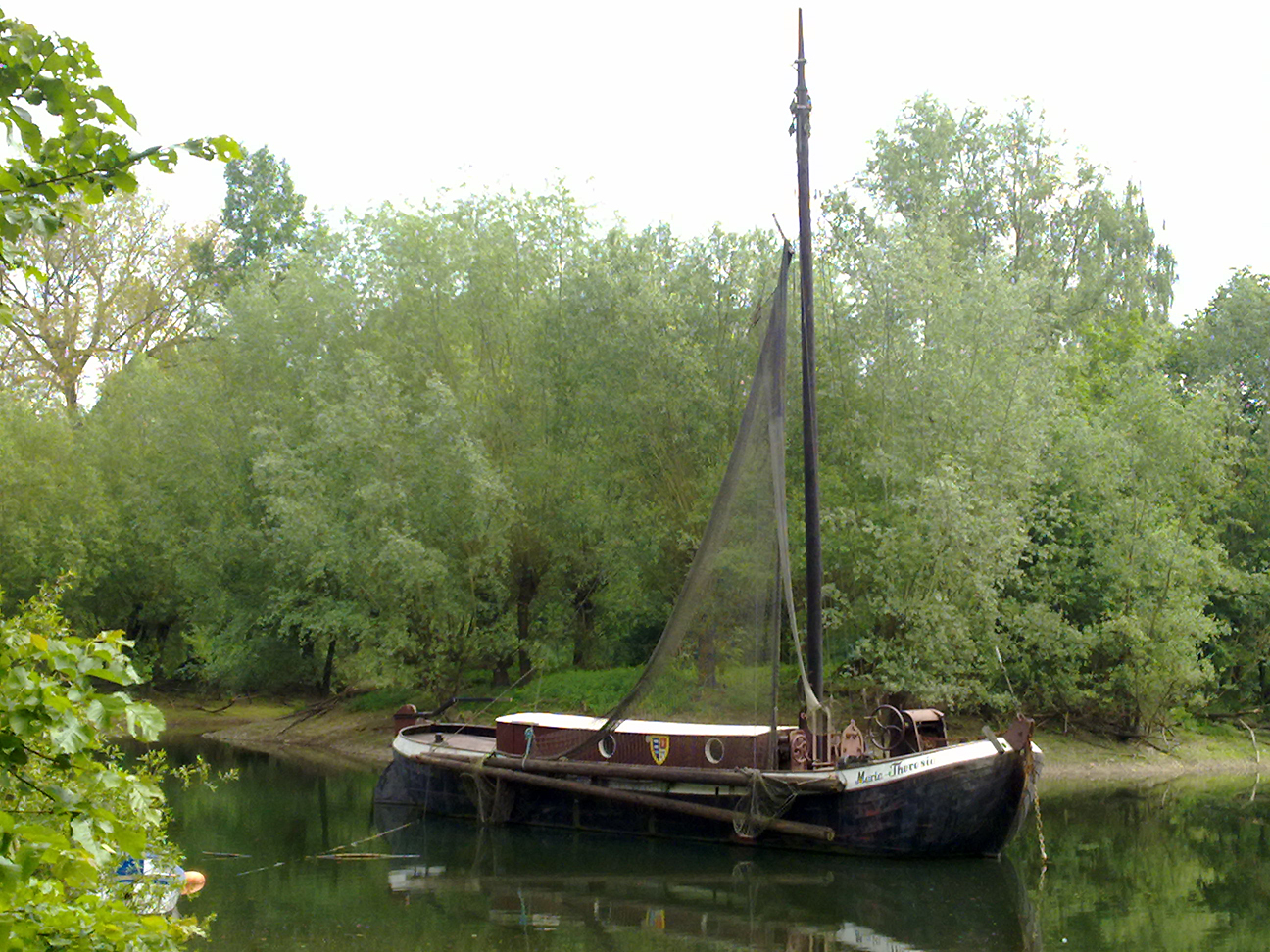
Aalschokker Maria Theresia, der zum Museum der Bruderschaft gehört (2014)

Die Fischerei-Bruderschaft zu Bergheim an der Sieg aus Troisdorf-Bergheim ist eine zunftähnliche Vereinigung, die über Fischereirechte an der Siegmündung sowie im Rhein verfügt. Die 987 entstandene Gemeinschaft von Berufsfischern nahm im Laufe der Zeit die Organisation einer Zunft an und ist damit das älteste Gebilde dieser Art in Deutschland. Das Fischereirecht wird vom Vater auf die ehelichen Söhne vererbt. Zweimal jährlich, am ersten Samstag nach dem Dreikönigstag und am Samstag nach Johannes Baptist finden die Gedinge genannten Fischerversammlungen statt. Die Fischerei-Bruderschaft betreibt heute zusammen mit dem Verein zur Förderung des Fischereimuseums der Fischerei-Bruderschaft zu Bergheim an der Sieg das im November 2010 umgebaute und erweiterte Fischereimuseum Bergheim.

## Vorgeschichte
Um 500 n. Chr. gründeten die landnehmenden Franken auf dem Hochufer der Sieg eine kleine Siedlung, die – gemäß ihrer Lage – den Namen „Bergheim auf der Sieg“
erhielt. Sie wird durch Bodenfunde aus dem Jahr 1925 belegt. Der alte Ortskern lag in der Witschgasse. In der Folgezeit entstanden auf dem „Rupp“, das heißt über dem Steilhang der sich an die Witschgasse anschloss, sowie im Zuge der heutigen Siegstraße fünf große Herrenhöfe, die zur Grundherrschaft Vilich gehörten. Um diese siedelten die Bergheimer Nachbarn. Sie waren Bauern und Fischer.
Um 980 stifteten der Vilicher Grundherr Megingoz und seine Gemahlin Gerbirga aus dem Erbteil ihres im Kampf gefallenen Sohnes ein Frauenkloster. Es wurde mit den grundherrlichen Gütern der unteren Sieg ausgestattet und unter die Leitung der Tochter des Stifterpaares Adelheid gestellt, die die erste Äbtissin war.

## Mittelalter
987 nahm der junge König Otto III. das Stift unter seinen Schutz. Durch ein königliches Diplom vom 18. Januar desselben Jahres verlieh er ihm die Rechtsstellung eines Reichsstiftes, stattete es mit den üblichen Privilegien aus und bestätigte ihm seine nicht näher bezeichneten Gewohnheitsrechte, wie sie damals ausgeübt wurden und daher allen bekannt waren. In jener erfreulich unbürokratischen Zeit hielt man es für überflüssig, bekanntes Rechtsgut aufzuzeichnen. Wir müssen daher davon ausgehen, dass auch die Rechtslage der Fischerei an der unteren Sieg mit dieser Urkunde festgeschrieben wurde.
1144 garantierte König Konrad III. am 25. Dezember dem Stift seine Freiheiten, Besitzungen und Gerechtigkeiten. In dieser bedeutsamen Urkunde heißt es unter anderem:

„... im Dorfe Bergheim fünf nichtlehnsrührige Güter; die Fischerei desselben Klosters reicht von Asenweiden bis zur Mondorfer Heide und die Sieg hoch auf beiden Ufern; von allem, was dort gefangen wird, gehört zu einem Drittel dem Kloster...“

Die Fischerei wird hier mit dem Dorf Bergheim in Verbindung gebracht. Ein Vergleich mit den Ortsrechten in den Nachbardörfern am Rhein belehrt uns über die hier herrschende Gepflogenheit, dass sich die Grundherrschaften das Fischereirecht mit den Dorfbewohnern teilten. Wir schließen hieraus, dass auch die Fischereigerechtigkeit im Mündungsdelta der Sieg sowie im dazugehörigen Rheinstück sich auf die Vilicher Grundherrschaft und die Nachbarn des Kirchspiels Bergheim verteilten. Wenn vorgenannte Urkunde dem Stift ein Drittel zuspricht, entfallen auf die Bergheimer Fischer zwei Drittel der Anteile. So bezeugen es auch die späteren urkundlichen Erwähnungen.
1484 wurde die Bergheimer Fischerei erstmals direkt genannt. Damals nahmen die „Fischer vann Berchem“ am Vilicher Kammergeding teil. Vermutlich gehörten die Bergheimer in jener Zeit längst zum festen Stamm der Gedingsteilnehmer wie die Lehnsleute von Rott und die vier Vilicher Waldknechte. Auch hat es den Anschein, dass die Bergheimer Fischer bereits eine geschlossene Berufsgruppe bildeten, über deren Organisation wir im Einzelnen nicht unterrichtet sind. Zum ersten Mal werden in dieser Urkunde die Grenzpunkte der Jagd- und Fischereigerechtigkeit angegeben. Dort heißt es (in Übersetzung):

„Weiter ist meiner Frauen Herrlichkeit (Herrschaftsbereich) aufzuführen, darüber die vorgenannten Geschworenen Kunde und Kundschaft geben sollen, sofern und in welcher Weise meine Frau dessen bedarf; folgende Grenzpunkte sind namentlich zu nennen: Bei Asenweiden in den Rhein, soweit ein Hamennetz reichen mag, den Rhein abwärts in der gleichen Weise bis nach Mondorf in den Etter (Dorfzaun), von dem Etter die Sieg auf beiden Ufern hoch bis unter die hangende Mühle unterhalb von Sieglar, von der hangenden Mühle quer hinüber bis an den Schüngelsberg, von dem Berg bis an die Weidleck an den Stein, von dem Stein bis an den langen Grabenstein im Mendener Feld, vom langen Grabenstein bis zur Ödelsmaar,von der Maar bis oben an den Diagberg in der Heiden, von dem Stein bis an den Herrenbusch, entlang dem Herrenbusch bis ins alte Holz bis an die hohe Straße an den Stein, von dem Stein bis an die dürre Espe, von der dürren Espe bis an die krumme Fuhr bis an den heiligen Born, vom heiligen Born bis an den Heisterborn, vom Heisterborn bis an den „Kutenpohl“, von da gleich ab bis in die „Koffergasse“ (Kupfergasse) von Asenweiden dort in den Rhein, innerhalb dieser Grenzen soll niemand jagen noch fischen als nur mit Gnaden meiner Herrin. Käme es vor, dass dagegen verstoßen würde, soll meine Herrin sich mit Recht vom Täter den Schaden ersetzen lassen.“

## Neuzeit
1530 zählt das Fischergerichtsprotokoll die Bergheimer Fischer bereits namentlich auf. Die Namensliste ist jedoch schlecht lesbar. Offensichtlich hatten sich damals die Familiennamen noch nicht eindeutig herausgebildet. Die meisten Fischer werden daher mit Vornamen genannt, die man durch Umschreibungen näher zu kennzeichnen suchte.
1555 ließ die bergische Herrschaft das Herzogtum „erkunden“. Im „Erkundigungsbericht“ heißt es:

„Item die fischerey in der Siegen, dar die frischer von Laer wenden, nach außweißung leeg und peelen haben die fischer von Berchem von alters gehabt und gefischt alß ihr eigen guth bis zu Mondorff gegen die Kirchgaß, behaltlich der frawen zu Vylich ihrer gerechtigkeit, nemblich den III. fisch oder wie die fischer mit ihr gewerden; von dannen fischen sie den Rhein ahn der Bergischen seithen hinauf und langs die zwey Stifften Vylich und Rheindorf bis ahn die Kuffersgeß, welches mit in die vorgerüte fischerey der Siege gehöret.“

Mit diesem Dokument wird den Bergheimer Fischern eindeutig ihre Fischereigerechtigkeit in der Sieg von der Mündung bis an die Sieglarer Grenze und im Rhein von Beuel bis Mondorf zu zwei Dritteln verbürgt, während für den gleichen Bereich dem Vilicher Stift ein Drittel zugestanden wird. Diesen „dritten Fisch“ mussten die Fischerbrüder dem Stift abliefern. So sah es das alte Weistum vor. Diese Verpflichtung wurde sogar durch einen Eid gesichert.
1593 wurde durch eine Notariatsurkunde vom 12. Januar das Vilicher Recht dargelegt und unter anderem die Fischereigerechtigkeit beschrieben:

„... die gerechtigkeit der Fischereien undt Jagt fanget ahn ahn der Koffersgassen, undt gehet so weith man mit einem roß reithen mag undt mit einer gelandter schießen kan undt mit einem Hammetz streichen kan, den Rhein ab zu Nundorf in denn Eddere endtgegen die Kirchgan, von der Kirchgass die Sieg hinauf zu beyden borden bis unter sieglar ahn die hangende Mühl, als dorten gehet Ihrer Ehrwürden Jagd ahn...“

In den folgenden jährlich sich wiederholenden Gedingen wurden diese Fischereigerechtsamen und ihre Grenzen immer wieder vorgetragen. Ähnlich geschah es beim Fischergericht.
1647 fand am 24. März, am Sonntag nach dem Fest der heiligen Gertrud, wie üblich ein solches Fischergericht statt. Im Protokoll heißt es:

„...dass fischergericht allmahl auf gewohnlicher platzen, nemblich auf einem Wießen oder bungarten zwischen der sieghen und dem dorf berchem gelegen, gehalten worden…“

Das Fischergericht fand auf dem sogenannten Bruderstück in der Siegniederung bei Bergheim statt. Bei solchen Gerichtsversammlungen wurden nicht nur die Grenzpunkte der Gerechtsame aufgezählt, sondern auch die Regeln des Fischerhandwerkes besprochen und beschlossen und Verstöße gegen dieselben angezeigt und geahndet.
1666 erschienen die Fischer am 28. Juni in Vilich zum Johannisgeding. Im betreffenden Protokoll werden folgende Fischerstämme aufgezählt: Boß, Brungs, Engels, Grommes, Heintzen, Hennes, Ludwig, Mertens, Orths, Pohl, Schell, alle „Vereydte fischer zu Bercheim im fürstenthumb Bergambt Lülsdorf“. Dazu kam noch der Stamm Schumacher, der damals in Schwarzrheindorf wohnte. Bei genanntem Geding fehlten zwei Stämme, nämlich Klein und Cöhnen, die aber zu den folgenden Gedingen regelmäßig erschienen. So sind seit dem 17. Jahrhundert 14 Fischerstämme namentlich nachgewiesen.
Um 1700 wurde nach einem Vilicher Protokoll durch die Äbtissin von Boucholtz die Formel des Fischereides festgelegt: „Der Frawen Abtißinne von Vylich gewöhnlicher fischeraydt“ wurde auf das Johannesevangelium geleistet. Dabei mussten sich die Fischer verpflichten, stets die Fischerei-Ordnung zu beachten.
Der überlieferte Eid hat folgenden Wortlaut:

„Wir schwören hiemit unserer Hochwürdigen Hochwohlgeborenen gnädigen Frawen Abtißinnen deß freyadlichen weltlichen Stiefts Vylich Freyinnen von und zu Boucholtz in allem gehorsamb und treu zu seyn, gegen deren fischer ordnung niehmahlen zu thuen, und was auf guttachten deren meisten fischer die Gnädige Fraw statuiren wirt, bis zur Veränderung fast zu halten, sonsten mit allem fleiß jeder Zeit daranzuseyn, dass nicht gegen der fischereven gerechtigkeit verübten Thatlichkeiten ohne wurkliche protestation passiren möge, und dass sogleich bey benantem orth ahnzugeben, und dass zur gebührender küchen provision darzuzahlung des jahrlichen pfachts nacher gebührender schüldigkeit gnugsamben gehorsam erzeigen, und jederzeit den gang zu dem ordentlichen Cammergeding, nacher möglichkeit jederzeit zu thuen, verhalten sein sollen. Diesem wir uns allhier vorgeleßen versprochen also naahzukommen so war uns Gott hilft und sein heiligeß Evangelium im anfang war daß worth und daß worth etc...“

## Moderne
1742 wurde durch den „ambts feltmesser Matthias Ehmans“ aus Rheidt das Bruderstück vermessen. Im Beitext ist von der „Löblicher Zunft zu Bergheim“ und deren „Brudermeister“ die Rede. Hieraus ergibt sich, dass die Bergheimer Fischer in einer organisierten Vereinigung zusammengeschlossen waren, die sich als Zunft meistens aber als Bruderschaft bezeichnete und nach zunftartigen Regeln funktionierte. Die alten Statuten sind leider verloren gegangen. Jedoch wissen wir, dass das Zunftrecht schriftlich aufgezeichnet war und mit anderen Dokumenten in einer Truhe, der Zunftlade, aufbewahrt wurde.
1804 wurde das Vilicher Damenstift im Zuge der Säkularisation aufgelöst. Der dritte Fisch fiel an den Rechtsnachfolger, zunächst an das Fürstentum Nassau–Usingen, 1806 an Berg und 1815 an Preußen.
1814 vernichtete eine Brandkatastrophe halb Bergheim. Auch das Haus des Bergheimer Küsters, Lehrers und Fischerbruders Peter Josef Engels am Ende der Bergstraße, das damals Schule, Gasthaus, Zollstation, Lokal der Flößer und Schiffer, der „schieperschaft“, und Zunfthaus der Fischer war, wurde ein Raub der Flammen. Damals verbrannte der größte Teil des Bruderschaftsarchivs.
1819 wurde daher ein neues „Vereidigungsbuch“ angelegt. Es enthält die Namen der aufgenommenen bzw. vereidigten Fischerbrüder und bezeugt die eheliche Abstammung von einem der vorgenannten Fischerstämme.
1843 wurde die mündlich überlieferte „Erbschaftliche Fischerey-Ordnung“ wieder aufgezeichnet und vom Johannisgeding als richtig anerkannt und in der vorgelegten Form beschlossen.
1850 konnte die Bruderschaft das „Vilicher Drittel“ vom preußischen Fiskus für 600 Taler käuflich erwerben. Seitdem ist die Fischerei-Bruderschaft alleinige Inhaberin der Fischereigerechtigkeit an der unteren Sieg und im zugehörigen Rheinstück von Beuel bis Mondorf.
1860 verlegten die Fischerbrüder zum Zeichen ihrer vollen Souveränität das Dreikönigsgeding auf den Festtag ihrer Schutzpatronin, der heiligen Katharina (25. November). Von den Fischerfamilien wurde dieser Tag als „gebotener Feiertag“ begangen. Das Katharinengeding nahm seitdem eine Sonderstellung unter den Fischergedingstagen ein.

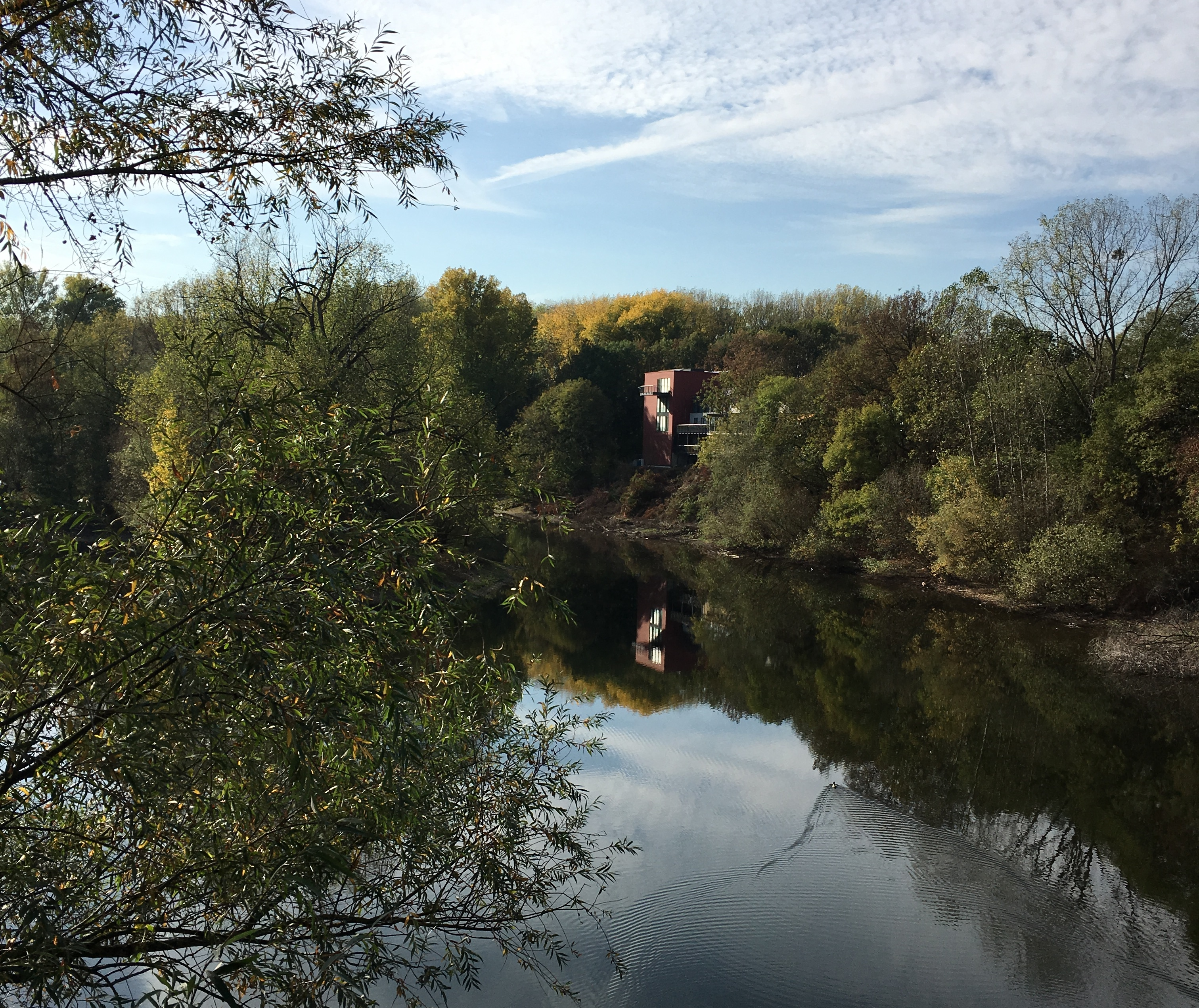
Fischereimuseum Bergheim an der Sieg (2018)

1907 erlangte die Bruderschaft die staatliche Anerkennung der „Rechtsfähigkeit“. Dazu musste sie aber neue Statuten aufstellen: „Die Satzungen des Vereins Bergheimer Fischerei-Bruderschaft“.
1912 erhielt die Bruderschaft eine neue Fahne. Sie zeigt auf der einen Seite die Patronin der Bergheimer Fischer, die heilige Katharina, auf der anderen Seite die Fischerapostel beim Fischfang.
1964 nahm die Bruderschaft ein neues Wappen an, das noch im selben Jahr beim Heroldsamt der deutschen Wappenrolle in Berlin anerkannt und unter Nr. 1 der Körperschaftswappen eingetragen wurde. Dazu wird folgende Beschreibung gegeben:

„Innerhalb eines goldenen, mit 14 roten Kugeln belegten Schildbordes gespalten und hinten geteilt; vorn in Blau drei links gekehrte silberne Fische balkenweise, hinten im oberen roten Felde auf einem erniedrigten goldenen Wellensparren stehend, eine gekrönte Jungfrau mit Äbtissinnenstab, beiderseits begleitet von je einem aufrecht stehenden goldenen Brot; im unteren silbernen Felde drei (2:1) blaue Muscheln. Wappenspruch: Furchtlos und frei!“

Zugleich wurde ein gleichgeartetes Siegel entworfen, das durch seine heraldische Schraffur die Blasonierung des Wappens widerspiegelt. Und endlich wurde eine Amtskette für den „Ersten Brudermeister“ beschafft. Die silbervergoldete Kette, ein bemerkenswertes Stück solider Goldschmiedekunst, besteht aus vierzehn Goldschilden von feiner Filigranarbeit, die die vierzehn Fischerstämme symbolisieren. Daran hängt als Brustschild das emaillierte Wappen, dem als Anhänger ein silberner Lachs zugefügt ist.
1965 wurde beim Johannesgeding ein neues Banner aus blauem Tuch mit beiderseitig aufgesticktem Wappen eingeweiht. Im selben Jahr unternahm die Bruderschaft nach langjähriger Unterbrechung wieder eine Grenzbegehung. Bei dieser Gelegenheit wurden an sechs Grenzpunkten neue Grenzsteine, Basaltquader mit eingelassenem Bronzewappen, gesetzt: am Rhein zu Beuel beim Stromkilometer 654,84, am Heiligen Brunnen in Pützchen, rechts und links der Sieg bei Meindorf, am Bruderstück bei Bergheim und am Rheidter Bann.
1968 fand die Grenzmarkierung ihren Abschluss mit der Errichtung eines mannshohen Sandsteinquaders an der Friedrich-Ebert-Brücke, der gemäß altem Weistum die Bergheimer Fischereigerechtigkeit am rechten Rheinufer dokumentieren soll.
1985 wurden alle Grenzzeichen (mit Ausnahme letztgenannten Mals) erneuert.
1986 wurde mit dem Bau des Zunfthauses begonnen.
1987 feierten die Bergheimer Fischerbrüder ihr 1000-jähriges Jubelfest. Von den vierzehn ehemaligen Fischerstämme haben neun überdauert. Im Jubiläumsjahr wurde die Bruderschaft vom Ersten Brudermeister Willi Engels, dem Zweiten Brudermeister Josef Boss und einem weiteren siebenköpfigen Vorstand angeführt und zählte insgesamt rund 500 Mitglieder.
2002 beschloss die Fischerei-Bruderschaft eine Änderung und Ausweitung des bestehenden Fischereimuseums zu einer professionell geführten Institution. Finanziert wurde der Um- und Neubau durch das Land NRW im Rahmen des Strukturprogramms Regionale 2010. Die Kosten für die Ausstellung und Inneneinrichtung wurden von der NRW-Stiftung getragen.
2009 erfolgte am 4. September 2009 die Grundsteinlegung für das neue Fischereimuseum.
2010 feierte die Fischerei-Bruderschaft am 6. November die Eröffnung des neuen Museums nach halbjähriger Bauzeit. Das Museum wird vom Förderverein des Fischereimuseums ehrenamtlich betrieben und von der Fischerei-Bruderschaft sowie der Stiftung Siegmündung finanziell unterstützt.
Von den vierzehn ehemaligen Fischerstämmen haben neun überdauert. Dies sind die Stämme Boss, Brungs, Engels, Grommes, Heinzen, Hennes, Klein, Mertens und Schell. Insgesamt hat die Fischerei-Bruderschaft noch ca. 400 Mitglieder und feierte im Jahr 2012 ihr 1025-jähriges Bestehen.
2014 wurde die „Flussfischerei an Rhein und Sieg, Bräuche, Traditionen und Handwerkstechniken der Flussfischer an Rhein und Sieg, wie sie von der Fischerei-Bruderschaft zu Bergheim an der Sieg getragen werden“ in das Inventar des immateriellen Kulturerbes von Nordrhein-Westfalen aufgenommen.
2016 wurde Die traditionelle Flussfischerei an der Mündung der Sieg in den Rhein als Kulturerbe in ein Bundesweites Verzeichnis des immateriellen Kulturerbes aufgenommen.
2017 erfolgte eine umfangreiche Sanierung des Aalschokkers "Maria Theresia". 2019 wurde der Schokker an seinen angestammten Liegeplatz ins Diescholl verbracht. Am 23. September 2022 erfolgte die feierliche Einweihung.